# Ennis Esmer

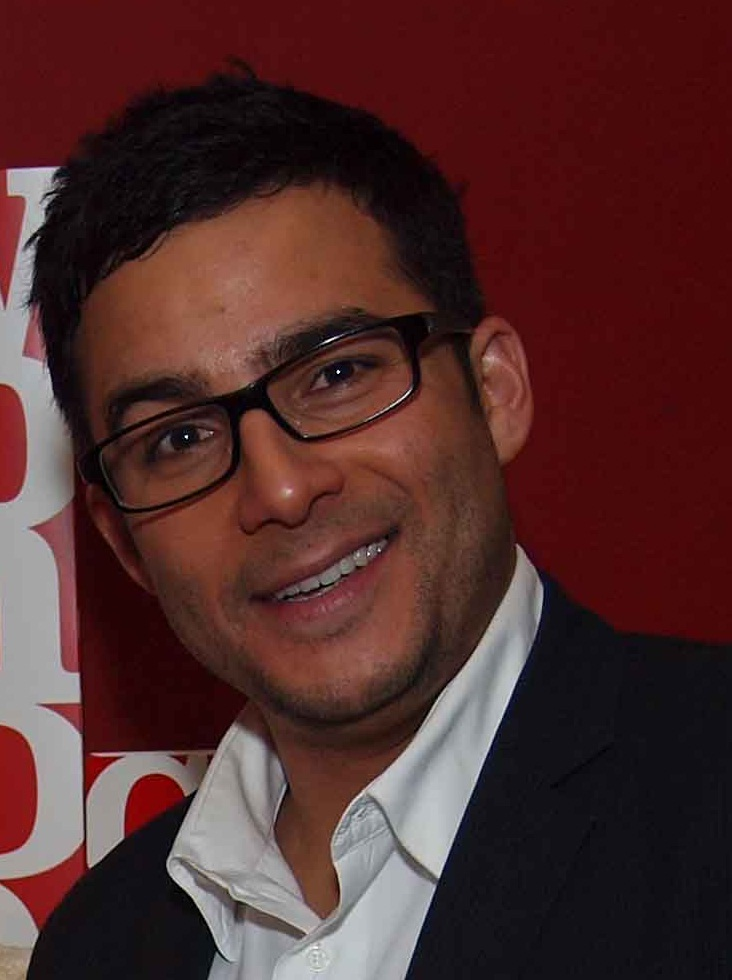
Ennis Esmer (2010)

Ennis Esmer (türkisch: Enis Esmer, * 29. Dezember 1978 in Ankara, Türkei) ist ein kanadischer Schauspieler und Komiker.

## Leben und Karriere
Der in der türkischen Hauptstadt Ankara geborene Ennis Esmer wanderte im Alter von drei Jahren mit seinen Eltern nach Toronto aus. Dort besuchte er die Earl Haig Secondary School. An der York University absolvierte er eine dreijährige Theaterausbildung, bevor er als Schauspieler und Komiker zu arbeiten begann.
Seine ersten Fernsehrollen hatte Ennis Esmer in den Serien Veritas: The Quest und Queer as Folk sowie in den Filmen How to Deal und Cheetah Girls – Wir werden Popstars inne. In den folgenden Jahren war er unter anderem in den Filmen Todes-Date (2004), Die Schneekugel (2007) und The Rocker – Voll der (S)Hit (2008) zu sehen. Von 2006 bis 2008 verkörperte er außerdem den Zoltan in allen Folgen der Serie Billable Hours, ehe er 2009 die Rolle des Osman „Oz“ Bey in der kanadischen Fernsehserie The Listener – Hellhörig annahm, die er bis zum Serienfinale in 2014 verkörperte. Zeitgleich mit seiner Tätigkeit bei The Listener war er auch in zahlreichen Serie zu sehen, so in einer wiederkehrenden Rolle bei Covert Affairs und in einer Nebenrolle in der Serie The L.A. Complex.

## Filmografie (Auswahl)
- 2003: Veritas: The Quest (Fernsehserie, Folge 1x09)
- 2003: Queer as Folk (Fernsehserie, Folge 3x03)
- 2003: How to Deal – Wer braucht schon Liebe? (How to Deal)
- 2003: Cheetah Girls – Wir werden Popstars (The Cheetah Girls)
- 2004: Willkommen in Mooseport (Welcome to Mosseport)
- 2004: Todes-Date (Decoys)
- 2004: All You Got
- 2006: The Path to 9/11 – Wege des Terrors (The Path to 9/11)
- 2006–2008: Billable Hours (Fernsehserie, 26 Folgen)
- 2007: Die Schneekugel (Snowglobe, Fernsehfilm)
- 2008: ReGenesis (Fernsehserie, Folge 4x01)
- 2008: The Rocker – Voll der (S)Hit (The Rocker)
- 2008: Flashpoint – Das Spezialkommando (Flashpoint, Fernsehserie, Folge 1x04)
- 2009: The Border (Fernsehserie, Folge 3x05)
- 2009–2014: The Listener – Hellhörig (The Listener, Fernsehserie, 64 Folgen)
- 2010: Murdoch Mysteries (Fernsehserie, Folge 3x12)
- 2010: Baxter (Fernsehserie, Folge 1x09)
- 2010–2011: Covert Affairs (Fernsehserie, 4 Folgen)
- 2012: The L.A. Complex (Fernsehserie, 16 Folgen)
- 2012: Transporter: Die Serie (Transporter: The Series, Fernsehserie, Folge 1x06)
- 2013: Nikita (Fernsehserie, Folge 3x20)
- 2013: Republic of Doyle – Einsatz für zwei (Republic of Doyle, Fernsehserie, Folge 5x07)
- 2014–2017: Red Oaks (Fernsehserie, 25 Folgen)
- 2015: Kleinstadtorgien – Alles muss, nichts kann (How to Plan an Orgy in A Small Town)
- 2015–2020: Blindspot (Fernsehserie, 47 Folgen)
- 2016–2020: You Me Her (Fernsehserie)
- 2016–2021: Private Eyes (Fernsehserie)
- 2018: The Go-Getters
- 2018: Nose to Tail
- 2018: A Billion Stars – Im Universum ist man nicht allein (Clara)
- 2021–2022: The Flash (Fernsehserie)